# Ion Haulică
Ioan D. Haulică (n. 29 octombrie 1924, Ipatele, Iași, d. 13 mai 2010, Iași) a fost un medic român, profesor de fiziologie la Facultatea de Medicină din Iași și membru titular (1994) al Academiei Române.

## Distincții
A fost distins cu Ordinul Meritul Științific clasa a III-a (1971) „pentru merite deosebite în opera de construire a socialismului, cu prilejul aniversării a 50 de ani de la constituirea Partidului Comunist Român”.